# Санд-Лейк (округ Соєр, Вісконсин)
Санд-Лейк (англ. Sand Lake) — місто (англ. town) в США, в окрузі Соєр штату Вісконсин. Населення — 901 особа (2020).

## Демографія
Згідно з переписом 2010 року, у місті мешкало 813 осіб у 364 домогосподарствах у складі 246 родин. Було 1311 помешкання
Расовий склад населення:
| - 79,7 % — білих - 17,5 % — корінних американців |

До двох чи більше рас належало 2,8 %. Частка іспаномовних становила 0,4 % від усіх жителів.
За віковим діапазоном населення розподілялося таким чином: 17,7 % — особи молодші 18 років, 58,1 % — особи у віці 18—64 років, 24,2 % — особи у віці 65 років та старші. Медіана віку мешканця становила 51,8 року. На 100 осіб жіночої статі у місті припадало 109,0 чоловіків;  на 100 жінок у віці від 18 років та старших — 111,7 чоловіків також старших 18 років.
Середній дохід на одне домашнє господарство  становив 55 479 доларів США (медіана — 45 000), а середній дохід на одну сім'ю — 62 198 доларів (медіана — 48 380). Медіана доходів становила 27 045 доларів для чоловіків та 30 227 доларів для жінок. За межею бідності перебувало 14,0 % осіб, у тому числі 28,9 % дітей у віці до 18 років та 7,8 % осіб у віці 65 років та старших.
Цивільне працевлаштоване населення становило 343 особи. Основні галузі зайнятості: будівництво — 19,0 %, освіта, охорона здоров'я та соціальна допомога — 17,2 %, виробництво — 12,0 %, роздрібна торгівля — 10,8 %.